# Khampa Dzong

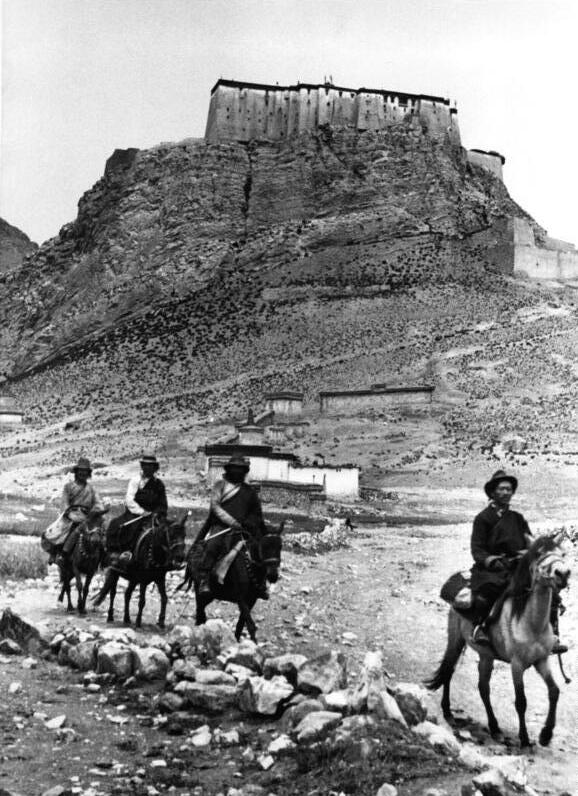
La forteresse de Kampa Dzong vue depuis la plaine en contrebas, 1938

Khampa Dzong (variantes : Kampa, Gamba, Khamper Dzong ou Jong) est le nom d'un bourg tibétain situé au nord de la frontière avec l'état indien du Sikkim. Une forteresse tibétaine (« dzong ») s'y dresse au sommet d'une falaise rocheuse.

## Art et culture
La fabrication traditionnelle de tapis tibétain aurait pris naissance à Khampa Dzong,.

## Visites d'occidentaux
En juin 1903, le lieutenant-colonel de l'armée anglaise Francis Younghusband, traversa le col de Nathu La avec un corps expéditionnaire de cinq officiers et 500 soldats, pour les conduire jusqu'au village de Khampa Dzong. L'objectif de l'expédition était de rencontrer des responsables chinois et tibétains pour discuter de la conclusion d'accords de non agression et de commerce. Au bout de cinq mois l'expédition fut rappelée, les responsables n'étant pas arrivés. Cependant, le 9e Panchen Lama avait dépêché l'abbé de Shigatse à Khampa Dzong pour y rencontrer les représentants britanniques.
Il existe une photographie de la forteresse datant de 1904 par John Claude White, agent politique britannique au Sikkim qui participa à une expédition militaire britannique au Tibet.
Le village est décrit comme étant la capitale du district à l'occasion du passage de l'expédition britannique à l'Everest de 1922.
Une expédition allemande rapporta en 1939 plusieurs clichés pris par Ernst Schäfer de la forteresse.
En 1948, Arthur J. Hopkinson en prit une photographie lors de son séjour en tant que représentant politique indien.

## Visite
La visite des vestiges n'est pas autorisée en raison de la présence d'une garnison militaire à proximité.